# StarDance …když hvězdy tančí (10. řada)
Desátá řada StarDance …když hvězdy tančí, taneční televizní show, byla vysílána na programu ČT1 veřejnoprávní České televize od října 2019 do prosince 2019. Moderátorskou dvojici tvořili Marek Eben a Tereza Kostková. V porotě zasedli Tatiana Drexler, Zdeněk Chlopčík a poprvé také bývalí soutěžící Jan Tománek s Richardem Genzerem.
Vítěznou dvojicí se stal taneční pár Veronika Khek Kubařová a Dominik Vodička, druhé místo získal herec Matouš Ruml s Natálií Otáhalovou, na třetí místo se podle bodování poroty a diváků dostal rybář Jakub Vágner s Michaelou Novotnou.
Příští, jedenáctá řada StarDance se koná v roce 2021.

## Soutěžící
První oznámenou soutěžící se stala biatlonistka Gabriela Soukalová, která těsně před oznámením účasti ukončila sportovní kariéru. Jejím partnerem je nováček v soutěži, rodák z Hodonína Martin Prágr. Následně byl zveřejněn další pár, který tvoří youtuber Karel Kovář, známý jako Kovy, a jeho taneční partnerka Veronika Lišková. O den později byla potvrzena jako tanečnice herečka Veronika Khek Kubařová, tvořící pár s tanečníkem a baleťákem Dominikem Vodičkou. Čtvrtý pár je tvoří herec Miroslava Hanuše a Adriany Maškové. První polovinu soutěžících uzavřeli herec Matouš Ruml, který v soutěží tančí s Natálií Otáhalovou.
Dne 21. června 2019 byla oznámena šestá taneční dvojice, Nora Fridrichová s tanečníkem Janem Kohoutem. Jako sedmý pár do soutěže vykročili hudebník Ondřej Ládek, známý pod pseudonymem Xindl X, s taneční partnerkou Markétou Dostálovou.. První zpěvačkou v soutěži a zároveň čtvrtou ženou se stala Tonya Graves, jejímž tanečním partnerem je Michal Bureš. Další soutěžícími jsou spisovatelka Radka Třeštíková s partnerem Tomášem Vořechovským. Výběr uzavřeli rybář Jakub Vágner a jeho tanečnice Michaela Nováková.
| Pořadí | Celebrita              | Povolání celebrity      | Profesionální tanečník | Výsledek  |
| ------ | ---------------------- | ----------------------- | ---------------------- | --------- |
| SD 2   | Veronika Khek Kubařová | herečka                 | Dominik Vodička        | 1. místo  |
| SD 5   | Matouš Ruml            | herec                   | Natálie Otáhalová      | 2. místo  |
| SD 3   | Jakub Vágner           | rybář                   | Michaela Nováková      | 3. místo  |
| SD 9   | Karel Kovář            | youtuber a moderátor    | Veronika Lišková       | 4. místo  |
| SD 6   | Gabriela Soukalová     | biatlonistka            | Martin Prágr           | 5. místo  |
| SD 1   | Miroslav Hanuš         | herec                   | Adriana Mašková        | 6. místo  |
| SD 8   | Radka Třeštíková       | spisovatelka            | Tomáš Vořechovský      | 7. místo  |
| SD 7   | Ondřej Ládek           | hudebník                | Markéta Dostálová      | 8. místo  |
| SD 4   | Tonya Graves           | zpěvačka                | Michal Bureš           | 9. místo  |
| SD 10  | Nora Fridrichová       | moderátorka a novinářka | Jan Kohout             | 10. místo |

## Bodování
|  | nejvyšší body poroty |  | vyřazení ze soutěže |

Porotci rozhodují pomocí bodování a diváci SMS zprávami. Rovněž jako v minulé řadě rozhodnou ve druhé části devátého kola pouze diváci o třetím postupujícím do finále.
| Pár         | Pár                    | Výsledek    | Bodování poroty v tanečních večerech | Bodování poroty v tanečních večerech | Bodování poroty v tanečních večerech | Bodování poroty v tanečních večerech | Bodování poroty v tanečních večerech | Bodování poroty v tanečních večerech | Bodování poroty v tanečních večerech | Bodování poroty v tanečních večerech | Bodování poroty v tanečních večerech | Bodování poroty v tanečních večerech | Bodování poroty v tanečních večerech |
| Pár         | Pár                    | Výsledek    | 1.                                   | 2.                                   | 3.                                   | 4.                                   | 5.                                   | 6.                                   | 7.                                   | 8.                                   | 7. + 8.                              | 9.                                   | 10.                                  |
| ----------- | ---------------------- | ----------- | ------------------------------------ | ------------------------------------ | ------------------------------------ | ------------------------------------ | ------------------------------------ | ------------------------------------ | ------------------------------------ | ------------------------------------ | ------------------------------------ | ------------------------------------ | ------------------------------------ |
| SD 2        | Veronika Khek Kubařová | 1. místo    | 23                                   | 31                                   | 35                                   | 36                                   | 31                                   | 40 + 1 = 41                          | 44                                   | 38 + 39 = 77                         | 121                                  | 32 + 35 = 67                         | 39 + 39 + 40 = 118                   |
| SD 2        | Dominik Vodička        | 1. místo    | 23                                   | 31                                   | 35                                   | 36                                   | 31                                   | 40 + 1 = 41                          | 44                                   | 38 + 39 = 77                         | 121                                  | 32 + 35 = 67                         | 39 + 39 + 40 = 118                   |
| SD 5        | Matouš Ruml            | 2. místo    | 28                                   | 31                                   | 31                                   | 29                                   | 38                                   | 35 + 1 = 36                          | 50                                   | 28 + 38 = 66                         | 116                                  | 37 + 40 = 77                         | 40 + 40 + 39 = 119                   |
| SD 5        | Natálie Otáhalová      | 2. místo    | 28                                   | 31                                   | 31                                   | 29                                   | 38                                   | 35 + 1 = 36                          | 50                                   | 28 + 38 = 66                         | 116                                  | 37 + 40 = 77                         | 40 + 40 + 39 = 119                   |
| SD 3        | Jakub Vágner           | 3. místo    | 24                                   | 34                                   | 30                                   | 29                                   | 28                                   | 33 + 0 = 33                          | 42                                   | 28 + 33 = 61                         | 103                                  | 29 + 38 = 67                         | 39 + 36 + 39 = 114                   |
| SD 3        | Michaela Nováková      | 3. místo    | 24                                   | 34                                   | 30                                   | 29                                   | 28                                   | 33 + 0 = 33                          | 42                                   | 28 + 33 = 61                         | 103                                  | 29 + 38 = 67                         | 39 + 36 + 39 = 114                   |
| SD 9        | Karel Kovář            | 4. místo    | 29                                   | 29                                   | 23                                   | 31                                   | 34                                   | 29 + 0 = 29                          | 45                                   | 28 + 29 = 57                         | 102                                  | 33 + 33 = 66                         | —                                    |
| SD 9        | Veronika Lišková       | 4. místo    | 29                                   | 29                                   | 23                                   | 31                                   | 34                                   | 29 + 0 = 29                          | 45                                   | 28 + 29 = 57                         | 102                                  | 33 + 33 = 66                         | —                                    |
| SD 6        | Gabriela Soukalová     | 5. místo    | 25                                   | 29                                   | 27                                   | 37                                   | 32                                   | 35 + 0 = 35                          | 43                                   | 33 + 28 = 61                         | 104                                  | —                                    | —                                    |
| SD 6        | Martin Prágr           | 5. místo    | 25                                   | 29                                   | 27                                   | 37                                   | 32                                   | 35 + 0 = 35                          | 43                                   | 33 + 28 = 61                         | 104                                  | —                                    | —                                    |
| SD 1        | Miroslav Hanuš         | 6. místo    | 26                                   | 34                                   | 26                                   | 23                                   | 34                                   | 27 + 1 = 28                          | —                                    | —                                    | —                                    | —                                    | —                                    |
| SD 1        | Adriana Mašková        | 6. místo    | 26                                   | 34                                   | 26                                   | 23                                   | 34                                   | 27 + 1 = 28                          | —                                    | —                                    | —                                    | —                                    | —                                    |
| SD 8        | Radka Třeštíková       | 7. místo    | 19                                   | 28                                   | 26                                   | 23                                   | 26                                   | —                                    | —                                    | —                                    | —                                    | —                                    | —                                    |
| SD 8        | Tomáš Vořechovský      | 7. místo    | 19                                   | 28                                   | 26                                   | 23                                   | 26                                   | —                                    | —                                    | —                                    | —                                    | —                                    | —                                    |
| SD 7        | Ondřej Ládek           | 8. místo    | 17                                   | 28                                   | 24                                   | 23                                   | —                                    | —                                    | —                                    | —                                    | —                                    | —                                    | —                                    |
| SD 7        | Markéta Dostálová      | 8. místo    | 17                                   | 28                                   | 24                                   | 23                                   | —                                    | —                                    | —                                    | —                                    | —                                    | —                                    | —                                    |
| SD 4        | Tonya Graves           | 9. místo    | 19                                   | 23                                   | 22                                   | —                                    | —                                    | —                                    | —                                    | —                                    | —                                    | —                                    | —                                    |
| SD 4        | Michal Bureš           | 9. místo    | 19                                   | 23                                   | 22                                   | —                                    | —                                    | —                                    | —                                    | —                                    | —                                    | —                                    | —                                    |
| SD 10       | Nora Fridrichová       | 10. místo   | 21                                   | 24                                   | —                                    | —                                    | —                                    | —                                    | —                                    | —                                    | —                                    | —                                    | —                                    |
| SD 10       | Jan Kohout             | 10. místo   | 21                                   | 24                                   | —                                    | —                                    | —                                    | —                                    | —                                    | —                                    | —                                    | —                                    | —                                    |
| Celkem      | Celkem                 | Celkem      | 231                                  | 291                                  | 244                                  | 231                                  | 223                                  | 199 + 3 = 202                        | 224                                  | 155 + 167 = 322                      | 546                                  | 131 + 146 = 277                      | 118 + 115 + 118 = 351                |
| Průměr      | Průměr                 | Průměr      | 23,1                                 | 29,1                                 | 27,1                                 | 28,9                                 | 31,9                                 | 33,2 + 0,5 = 33,7                    | 44,8                                 | 31 + 33,4 = 64,4                     | 109,2                                | 32,8 + 36,5 = 69,3                   | 39,3 + 38,3 + 39,3 = 117             |
| Párů v kole | Párů v kole            | Párů v kole | 10                                   | 10                                   | 9                                    | 8                                    | 7                                    | 6                                    | 5                                    | 5                                    | 5                                    | 4                                    | 3                                    |

## Taneční večery

### 1. díl – Pocta legendě (12. října 2019)
10. ročník byl zahájen prvním dílem nazvaným „Pocta legendě“. Večer věnovaný Karlu Gottovi byl uveden o týden dříve oproti původnímu plánu (kvůli smrti Karla Gotta). Prostřednictvím tanečních vystoupení a citlivých choreografií bylo připomenuto to nejlepší z éry oblíbeného umělce. První tanec předvedlo osm profesionálních tanečníků, kteří vyhráli v předchozích řadách. 
| P   | Pár   | Pár                    | Tanec  | Hudba                                                  | Body   | Body    | Body    | Body     | Body   |
| P   | Pár   | Pár                    | Tanec  | Hudba                                                  | Genzer | Drexler | Tománek | Chlopčík | Celkem |
| --- | ----- | ---------------------- | ------ | ------------------------------------------------------ | ------ | ------- | ------- | -------- | ------ |
| 1.  | SD 6  | Gabriela Soukalová     | valčík | „C'est La Vie“ (Karel Gott)                            | 6      | 6       | 7       | 6        | 25     |
| 1.  | SD 6  | Martin Prágr           | valčík | „C'est La Vie“ (Karel Gott)                            | 6      | 6       | 7       | 6        | 25     |
| 2.  | SD 7  | Ondřej Ládek           | jive   | „Je nebezpečné dotýkat se hvězd“ (Karel Gott)          | 4      | 4       | 5       | 4        | 17     |
| 2.  | SD 7  | Markéta Dostálová      | jive   | „Je nebezpečné dotýkat se hvězd“ (Karel Gott)          | 4      | 4       | 5       | 4        | 17     |
| 3.  | SD 8  | Radka Třeštíková       | samba  | „Lady karneval“ (Karel Gott)                           | 7      | 4       | 5       | 3        | 19     |
| 3.  | SD 8  | Tomáš Vořechovský      | samba  | „Lady karneval“ (Karel Gott)                           | 7      | 4       | 5       | 3        | 19     |
| 4.  | SD 3  | Jakub Vágner           | valčík | „Když milenky pláčou“ (Karel Gott)                     | 6      | 6       | 6       | 6        | 24     |
| 4.  | SD 3  | Michaela Nováková      | valčík | „Když milenky pláčou“ (Karel Gott)                     | 6      | 6       | 6       | 6        | 24     |
| 5.  | SD 1  | Miroslav Hanuš         | jive   | „Ptačí nářečí“ (Karel Gott)                            | 7      | 7       | 6       | 6        | 26     |
| 5.  | SD 1  | Adriana Mašková        | jive   | „Ptačí nářečí“ (Karel Gott)                            | 7      | 7       | 6       | 6        | 26     |
| 6.  | SD 2  | Veronika Khek Kubařová | samba  | „Včelka Mája“ (Karel Gott)                             | 7      | 5       | 6       | 5        | 23     |
| 6.  | SD 2  | Dominik Vodička        | samba  | „Včelka Mája“ (Karel Gott)                             | 7      | 5       | 6       | 5        | 23     |
| 7.  | SD 4  | Tonya Graves           | jive   | „Trezor“ (Karel Gott)                                  | 5      | 4       | 6       | 4        | 19     |
| 7.  | SD 4  | Michal Bureš           | jive   | „Trezor“ (Karel Gott)                                  | 5      | 4       | 6       | 4        | 19     |
| 8.  | SD 5  | Matouš Ruml            | samba  | „Korunou si hodím“ (Karel Gott)                        | 8      | 8       | 7       | 5        | 28     |
| 8.  | SD 5  | Natálie Otáhalová      | samba  | „Korunou si hodím“ (Karel Gott)                        | 8      | 8       | 7       | 5        | 28     |
| 9.  | SD 10 | Nora Fridrichová       | jive   | „Ó Zůzi“ (Karel Gott)                                  | 5      | 4       | 7       | 5        | 21     |
| 9.  | SD 10 | Jan Kohout             | jive   | „Ó Zůzi“ (Karel Gott)                                  | 5      | 4       | 7       | 5        | 21     |
| 10. | SD 9  | Karel Kovář            | valčík | „Srdce nehasnou“ (Karel Gott a Charlotte Ella Gottová) | 8      | 7       | 8       | 6        | 29     |
| 10. | SD 9  | Veronika Lišková       | valčík | „Srdce nehasnou“ (Karel Gott a Charlotte Ella Gottová) | 8      | 7       | 8       | 6        | 29     |

### 2. díl (19. října 2019)
Druhý soutěžní večer se uskutečnil v sobotu 19. října 2019. Na úvod večera vystoupili v krátkém čísle všichni porotci.
Nora Fridrichová a Jan Kohout se rozloučili se soutěží tancem na píseň „Much Too Soon“ od Michaela Jacksona.
| P   | Pár   | Pár                    | Tanec   | Hudba                                          | Body   | Body    | Body    | Body     | Body   |
| P   | Pár   | Pár                    | Tanec   | Hudba                                          | Genzer | Drexler | Tománek | Chlopčík | Celkem |
| --- | ----- | ---------------------- | ------- | ---------------------------------------------- | ------ | ------- | ------- | -------- | ------ |
| 1.  | SD 10 | Nora Fridrichová       | tango   | „Assassin's Tango“ (John Powell)               | 6      | 7       | 6       | 5        | 24     |
| 1.  | SD 10 | Jan Kohout             | tango   | „Assassin's Tango“ (John Powell)               | 6      | 7       | 6       | 5        | 24     |
| 2.  | SD 9  | Karel Kovář            | cha-cha | „Cake by the Ocean“ (DNCE)                     | 8      | 8       | 6       | 7        | 29     |
| 2.  | SD 9  | Veronika Lišková       | cha-cha | „Cake by the Ocean“ (DNCE)                     | 8      | 8       | 6       | 7        | 29     |
| 3.  | SD 8  | Radka Třeštíková       | waltz   | „See the Day“ (Dee C. Lee)                     | 7      | 7       | 7       | 7        | 28     |
| 3.  | SD 8  | Tomáš Vořechovský      | waltz   | „See the Day“ (Dee C. Lee)                     | 7      | 7       | 7       | 7        | 28     |
| 4.  | SD 7  | Ondřej Ládek           | tango   | „Love Runs Out“ (OneRepublic)                  | 7      | 6       | 7       | 8        | 28     |
| 4.  | SD 7  | Markéta Dostálová      | tango   | „Love Runs Out“ (OneRepublic)                  | 7      | 6       | 7       | 8        | 28     |
| 5.  | SD 6  | Gabriela Soukalová     | cha-cha | „Daddy Cool“ (Boney M.)                        | 8      | 7       | 8       | 6        | 29     |
| 5.  | SD 6  | Martin Prágr           | cha-cha | „Daddy Cool“ (Boney M.)                        | 8      | 7       | 8       | 6        | 29     |
| 6.  | SD 5  | Matouš Ruml            | waltz   | „He'll Have to Go“ (Jim Reeves)                | 8      | 8       | 7       | 8        | 31     |
| 6.  | SD 5  | Natálie Otáhalová      | waltz   | „He'll Have to Go“ (Jim Reeves)                | 8      | 8       | 7       | 8        | 31     |
| 7.  | SD 4  | Tonya Graves           | tango   | „Game of Thrones (Main Theme)“ (Ramin Djawadi) | 6      | 6       | 6       | 5        | 23     |
| 7.  | SD 4  | Michal Bureš           | tango   | „Game of Thrones (Main Theme)“ (Ramin Djawadi) | 6      | 6       | 6       | 5        | 23     |
| 8.  | SD 3  | Jakub Vágner           | cha-cha | „Uptown Funk“ (Bruno Mars)                     | 8      | 9       | 8       | 9        | 34     |
| 8.  | SD 3  | Michaela Nováková      | cha-cha | „Uptown Funk“ (Bruno Mars)                     | 8      | 9       | 8       | 9        | 34     |
| 9.  | SD 2  | Veronika Khek Kubařová | waltz   | „Earth“ (Hans Zimmer/Gladiátor)                | 8      | 7       | 8       | 8        | 31     |
| 9.  | SD 2  | Dominik Vodička        | waltz   | „Earth“ (Hans Zimmer/Gladiátor)                | 8      | 7       | 8       | 8        | 31     |
| 10. | SD 1  | Miroslav Hanuš         | tango   | „Pavadita“ (Alfredo De Angelis)                | 8      | 9       | 8       | 9        | 34     |
| 10. | SD 1  | Adriana Mašková        | tango   | „Pavadita“ (Alfredo De Angelis)                | 8      | 9       | 8       | 9        | 34     |

### 3. díl – Company (26. října 2019)
Třetí kolo nazvané „Company“ otevřelo velké stepařské číslo pod vedením mistra Tomáše Slavíčka. Taneční páry měly za úkol začlenit do svých choreografií taneční společnost (Company) a tím své vystoupení proměnit ve svébytnou samostatnou show.
Tonya Graves a Michal Bureš se rozloučili se soutěží tancem na píseň „Too Much Love Will Kill You“ od skupiny Queen.
| P  | Pár  | Pár                    | Tanec      | Hudba                                                | Body   | Body    | Body    | Body     | Body   |
| P  | Pár  | Pár                    | Tanec      | Hudba                                                | Genzer | Drexler | Tománek | Chlopčík | Celkem |
| -- | ---- | ---------------------- | ---------- | ---------------------------------------------------- | ------ | ------- | ------- | -------- | ------ |
| 1. | SD 3 | Jakub Vágner           | samba      | „Magalenha“ (Sérgio Mendes)                          | 8      | 8       | 8       | 6        | 30     |
| 1. | SD 3 | Michaela Nováková      | samba      | „Magalenha“ (Sérgio Mendes)                          | 8      | 8       | 8       | 6        | 30     |
| 2. | SD 8 | Radka Třeštíková       | quickstep  | „Hey (Nah Neh Nah)“ (Milk & Sugar vs. Vaya Con Dios) | 7      | 6       | 8       | 5        | 26     |
| 2. | SD 8 | Tomáš Vořechovský      | quickstep  | „Hey (Nah Neh Nah)“ (Milk & Sugar vs. Vaya Con Dios) | 7      | 6       | 8       | 5        | 26     |
| 3. | SD 1 | Miroslav Hanuš         | paso doble | „Csardas“ (Vittorio Monti                            | 7      | 8       | 6       | 5        | 26     |
| 3. | SD 1 | Adriana Mašková        | paso doble | „Csardas“ (Vittorio Monti                            | 7      | 8       | 6       | 5        | 26     |
| 4. | SD 6 | Gabriela Soukalová     | samba      | „Hips Don't Lie“ (Shakira)                           | 7      | 6       | 7       | 7        | 27     |
| 4. | SD 6 | Martin Prágr           | samba      | „Hips Don't Lie“ (Shakira)                           | 7      | 6       | 7       | 7        | 27     |
| 5. | SD 7 | Ondřej Ládek           | paso doble | „Est-ce que tu m'aimes?“ (Maître Gims)               | 6      | 6       | 6       | 6        | 24     |
| 5. | SD 7 | Markéta Dostálová      | paso doble | „Est-ce que tu m'aimes?“ (Maître Gims)               | 6      | 6       | 6       | 6        | 24     |
| 6. | SD 9 | Karel Kovář            | samba      | „Copacabana“ (Barry Manilow)                         | 6      | 6       | 6       | 5        | 23     |
| 6. | SD 9 | Veronika Lišková       | samba      | „Copacabana“ (Barry Manilow)                         | 6      | 6       | 6       | 5        | 23     |
| 7. | SD 2 | Veronika Khek Kubařová | quickstep  | „Umbrella“ (The Baseballs)                           | 9      | 8       | 9       | 9        | 35     |
| 7. | SD 2 | Dominik Vodička        | quickstep  | „Umbrella“ (The Baseballs)                           | 9      | 8       | 9       | 9        | 35     |
| 8. | SD 4 | Tonya Graves           | paso doble | „The Imperial March“ (John Williams/Star Wars V)     | 6      | 5       | 6       | 5        | 22     |
| 8. | SD 4 | Michal Bureš           | paso doble | „The Imperial March“ (John Williams/Star Wars V)     | 6      | 5       | 6       | 5        | 22     |
| 9. | SD 5 | Matouš Ruml            | quickstep  | „Talk Dirty“ (Postmodern Jukebox)                    | 8      | 7       | 8       | 8        | 31     |
| 9. | SD 5 | Natálie Otáhalová      | quickstep  | „Talk Dirty“ (Postmodern Jukebox)                    | 8      | 7       | 8       | 8        | 31     |

### 4. díl – Pohádka (2. listopadu 2019)
Čtvrtý večer byl pohádkový. V úvodu proběhlo světové baletní číslo a pak přišly na řadu slavné filmové a muzikálové pohádkové melodie a hity. Speciální bylo i stylizované pojetí, stále ovšem plně v duchu tance a noblesy.
Ondřej Ládek a Markéta Dostálová se rozloučili se soutěží tancem na píseň „You'll Be in My Heart“ od Phila Collinse.
| P  | Pár  | Pár                    | Tanec | Hudba                                                           | Body   | Body    | Body    | Body     | Body   |
| P  | Pár  | Pár                    | Tanec | Hudba                                                           | Genzer | Drexler | Tománek | Chlopčík | Celkem |
| -- | ---- | ---------------------- | ----- | --------------------------------------------------------------- | ------ | ------- | ------- | -------- | ------ |
| 1. | SD 1 | Miroslav Hanuš         | samba | „I Like To Move It“ (Reel 2 Real & The Mad Stuntman/Madagaskar) | 6      | 6       | 6       | 5        | 23     |
| 1. | SD 1 | Adriana Mašková        | samba | „I Like To Move It“ (Reel 2 Real & The Mad Stuntman/Madagaskar) | 6      | 6       | 6       | 5        | 23     |
| 2. | SD 2 | Veronika Khek Kubařová | rumba | „Nes mě loďko“ (Angelo Michajlov/Zlatovláska)                   | 9      | 9       | 8       | 10       | 36     |
| 2. | SD 2 | Dominik Vodička        | rumba | „Nes mě loďko“ (Angelo Michajlov/Zlatovláska)                   | 9      | 9       | 8       | 10       | 36     |
| 3. | SD 9 | Karel Kovář            | waltz | „God Help The Outcasts“ (Alan Menken/Zvoník u Matky Boží)       | 8      | 8       | 7       | 8        | 31     |
| 3. | SD 9 | Veronika Lišková       | waltz | „God Help The Outcasts“ (Alan Menken/Zvoník u Matky Boží)       | 8      | 8       | 7       | 8        | 31     |
| 4. | SD 5 | Matouš Ruml            | rumba | „I See The Light“ (Alan Menken/Na vlásku)                       | 8      | 8       | 7       | 6        | 29     |
| 4. | SD 5 | Natálie Otáhalová      | rumba | „I See The Light“ (Alan Menken/Na vlásku)                       | 8      | 8       | 7       | 6        | 29     |
| 5. | SD 3 | Jakub Vágner           | waltz | „Can You Feel the Love“ (Elton John/Lví král)                   | 8      | 7       | 8       | 6        | 29     |
| 5. | SD 3 | Michaela Nováková      | waltz | „Can You Feel the Love“ (Elton John/Lví král)                   | 8      | 7       | 8       | 6        | 29     |
| 6. | SD 8 | Radka Třeštíková       | rumba | „Když si tě, dívko, představim“ (Tomáš Klus/Tři bratři)         | 7      | 6       | 5       | 5        | 23     |
| 6. | SD 8 | Tomáš Vořechovský      | rumba | „Když si tě, dívko, představim“ (Tomáš Klus/Tři bratři)         | 7      | 6       | 5       | 5        | 23     |
| 7. | SD 7 | Ondřej Ládek           | samba | „Under The Sea“ (Alan Menken/Malá mořská víla)                  | 6      | 6       | 6       | 5        | 23     |
| 7. | SD 7 | Markéta Dostálová      | samba | „Under The Sea“ (Alan Menken/Malá mořská víla)                  | 6      | 6       | 6       | 5        | 23     |
| 8. | SD 6 | Gabriela Soukalová     | waltz | „River Lullaby“ (Amy Grant/Princ egyptský)                      | 9      | 9       | 10      | 9        | 37     |
| 8. | SD 6 | Martin Prágr           | waltz | „River Lullaby“ (Amy Grant/Princ egyptský)                      | 9      | 9       | 10      | 9        | 37     |

### 5. díl (9. listopadu 2019)
Pátá sobota patřila jen letošním hvězdám, jejich vystoupením, choreografiím a nápadům. Ukázku několika standardních tanců na soutěžní úrovni předvedl profesionální pár.
Radka Třeštíková a Tomáš Vořechovský se rozloučili se soutěží tancem na píseň „Soldier of Fortune“ od Deep Purple.
| P  | Pár  | Pár                    | Tanec     | Hudba                                           | Body   | Body    | Body    | Body     | Body   |
| P  | Pár  | Pár                    | Tanec     | Hudba                                           | Genzer | Drexler | Tománek | Chlopčík | Celkem |
| -- | ---- | ---------------------- | --------- | ----------------------------------------------- | ------ | ------- | ------- | -------- | ------ |
| 1. | SD 2 | Veronika Khek Kubařová | jive      | „Wake Me Up Before You Go-Go“ (Wham!)           | 9      | 8       | 8       | 6        | 31     |
| 1. | SD 2 | Dominik Vodička        | jive      | „Wake Me Up Before You Go-Go“ (Wham!)           | 9      | 8       | 8       | 6        | 31     |
| 2. | SD 9 | Karel Kovář            | quickstep | „Show Me How To Burlesque“ (Christina Aguilera) | 9      | 8       | 8       | 9        | 34     |
| 2. | SD 9 | Veronika Lišková       | quickstep | „Show Me How To Burlesque“ (Christina Aguilera) | 9      | 8       | 8       | 9        | 34     |
| 3. | SD 5 | Matouš Ruml            | jive      | „Hafanana“ (Afric Simone)                       | 10     | 10      | 10      | 8        | 38     |
| 3. | SD 5 | Natálie Otáhalová      | jive      | „Hafanana“ (Afric Simone)                       | 10     | 10      | 10      | 8        | 38     |
| 4. | SD 6 | Gabriela Soukalová     | quickstep | „Flying“ (Nice Little Penguins)                 | 9      | 7       | 9       | 7        | 32     |
| 4. | SD 6 | Martin Prágr           | quickstep | „Flying“ (Nice Little Penguins)                 | 9      | 7       | 9       | 7        | 32     |
| 5. | SD 1 | Miroslav Hanuš         | waltz     | „Horchat Hai Caliptus“ (Ishtar)                 | 8      | 10      | 8       | 8        | 34     |
| 5. | SD 1 | Adriana Mašková        | waltz     | „Horchat Hai Caliptus“ (Ishtar)                 | 8      | 10      | 8       | 8        | 34     |
| 6. | SD 3 | Jakub Vágner           | quickstep | „You Can't Hurry Love“ (The Supremes)           | 8      | 7       | 7       | 6        | 28     |
| 6. | SD 3 | Michaela Nováková      | quickstep | „You Can't Hurry Love“ (The Supremes)           | 8      | 7       | 7       | 6        | 28     |
| 7. | SD 8 | Radka Třeštíková       | jive      | „Je veux“ (Zaz)                                 | 8      | 7       | 6       | 5        | 26     |
| 7. | SD 8 | Tomáš Vořechovský      | jive      | „Je veux“ (Zaz)                                 | 8      | 7       | 6       | 5        | 26     |

### 6. díl – Svoboda (16. listopadu 2019)
Šesté soutěžní kolo StarDance vzpomínalo na výročí 17. listopadu. Pracovalo se s pojmem „svoboda“, a to v širším významu, přirozeně s přesahem do umění. O opening se postaral Cirk La Putyka.
Miroslav Hanuš a Adriana Mašková se rozloučili se soutěží tancem na píseň „Stairway to Heaven“ od Led Zeppelin.
| P  | Pár  | Pár                    | Tanec   | Hudba                                            | Body   | Body    | Body    | Body     | Body   | Body   |
| P  | Pár  | Pár                    | Tanec   | Hudba                                            | Genzer | Drexler | Tománek | Chlopčík | Souboj | Celkem |
| -- | ---- | ---------------------- | ------- | ------------------------------------------------ | ------ | ------- | ------- | -------- | ------ | ------ |
| 1. | SD 9 | Karel Kovář            | jive    | „Hallelujah I Love Her So“ (Ray Charles)         | 7      | 8       | 7       | 7        | 0      | 29     |
| 1. | SD 9 | Veronika Lišková       | jive    | „Hallelujah I Love Her So“ (Ray Charles)         | 7      | 8       | 7       | 7        | 0      | 29     |
| 2. | SD 5 | Matouš Ruml            | tango   | „Last Tango In Paris“ (Gato Barbieri)            | 9      | 9       | 8       | 9        | 1      | 36     |
| 2. | SD 5 | Natálie Otáhalová      | tango   | „Last Tango In Paris“ (Gato Barbieri)            | 9      | 9       | 8       | 9        | 1      | 36     |
| 3. | SD 6 | Gabriela Soukalová     | jive    | „Crazy Little Thing Called Love“ (Queen)         | 9      | 9       | 9       | 8        | 0      | 35     |
| 3. | SD 6 | Martin Prágr           | jive    | „Crazy Little Thing Called Love“ (Queen)         | 9      | 9       | 9       | 8        | 0      | 35     |
| 4. | SD 1 | Miroslav Hanuš         | cha-cha | „Think“ (Aretha Franklin)                        | 7      | 7       | 7       | 6        | 1      | 28     |
| 4. | SD 1 | Adriana Mašková        | cha-cha | „Think“ (Aretha Franklin)                        | 7      | 7       | 7       | 6        | 1      | 28     |
| 5. | SD 3 | Jakub Vágner           | jive    | „All Shook Up“ (Elvis Presley)                   | 8      | 9       | 8       | 8        | 0      | 33     |
| 5. | SD 3 | Michaela Nováková      | jive    | „All Shook Up“ (Elvis Presley)                   | 8      | 9       | 8       | 8        | 0      | 33     |
| 6. | SD 2 | Veronika Khek Kubařová | tango   | „Suite for strings, 4th movement“ (Leoš Janáček) | 10     | 10      | 10      | 10       | 1      | 41     |
| 6. | SD 2 | Dominik Vodička        | tango   | „Suite for strings, 4th movement“ (Leoš Janáček) | 10     | 10      | 10      | 10       | 1      | 41     |

### 7. díl – Centrum Paraple (23. listopadu 2019)
Benefiční večer proběhl již počtvrté a tanec tak opět pomáhal. V tomto kole soutěž opět nikdo neopustil a k porotě se přidal patron Centra Paraple Zdeněk Svěrák. V 2. části večera zatančili profesionální tanečníci společnou choreografii na píseň „Chválím tě, Země má“ od Zdeňka Svěráka a Jaroslava Uhlíře za doprovodu Zdeňka Svěráka a MoonDance Orchestra.
Na závěr večera tančili všechny taneční páry na skladbu „For Once in My Life“ od Stevie Wondera.
| P  | Čtveřice | Čtveřice               | Čtveřice           | Tanec   | Hudba                              | Body   | Body    | Body    | Body     | Body   | Body   |
| P  | Čtveřice | Čtveřice               | Čtveřice           | Tanec   | Hudba                              | Genzer | Drexler | Tománek | Chlopčík | Svěrák | Celkem |
| -- | -------- | ---------------------- | ------------------ | ------- | ---------------------------------- | ------ | ------- | ------- | -------- | ------ | ------ |
| 1. | SD 3     | Jakub Vágner           | David Svoboda      | tango   | „Sweet Dreams“ (Eurythmics)        | 8      | 9       | 8       | 7        | 10     | 42     |
| 1. | SD 3     | Michaela Nováková      | Eliška Šulcová     | tango   | „Sweet Dreams“ (Eurythmics)        | 8      | 9       | 8       | 7        | 10     | 42     |
| 2. | SD 2     | Veronika Khek Kubařová | Veronika Arichteva | cha-cha | „Hey Daddy“ (Della Reese)          | 9      | 7       | 8       | 10       | 10     | 44     |
| 2. | SD 2     | Dominik Vodička        | Petra Ptáčníková   | cha-cha | „Hey Daddy“ (Della Reese)          | 9      | 7       | 8       | 10       | 10     | 44     |
| 3. | SD 9     | Karel Kovář            | Jana Plodková      | tango   | „Tanguera“                         | 8      | 8       | 9       | 10       | 10     | 45     |
| 3. | SD 9     | Veronika Lišková       | Jiří Marsín        | tango   | „Tanguera“                         | 8      | 8       | 9       | 10       | 10     | 45     |
| 4. | SD 5     | Matouš Ruml            | Dana Batulková     | cha-cha | „Isn't She Lovely“ (Stevie Wonder) | 10     | 10      | 10      | 10       | 10     | 50     |
| 4. | SD 5     | Natálie Otáhalová      | Lucie Gachi        | cha-cha | „Isn't She Lovely“ (Stevie Wonder) | 10     | 10      | 10      | 10       | 10     | 50     |
| 5. | SD 6     | Gabriela Soukalová     | Kateřina Baďurová  | tango   | „Paparazzi“ (Lady Gaga)            | 9      | 8       | 8       | 8        | 10     | 43     |
| 5. | SD 6     | Martin Prágr           | Libor Bohdanecký   | tango   | „Paparazzi“ (Lady Gaga)            | 9      | 8       | 8       | 8        | 10     | 43     |

### 8. díl (30. listopadu 2019)
Tentokrát zatančil každý pár dvakrát, přičemž se do soutěže po odmlce vrátil scénický tanec.
Gabriela Soukalová a Martin Prágr se rozloučili se soutěží tancem na píseň „All in Love Is Fair“ od Stevieho Wondera.
| P   | Pár  | Pár                    | Tanec          | Hudba                                                    | Body   | Body    | Body    | Body     | Body   |
| P   | Pár  | Pár                    | Tanec          | Hudba                                                    | Genzer | Drexler | Tománek | Chlopčík | Celkem |
| --- | ---- | ---------------------- | -------------- | -------------------------------------------------------- | ------ | ------- | ------- | -------- | ------ |
| 1.  | SD 6 | Gabriela Soukalová     | rumba          | „Underneath Your Clothes“ (Shakira)                      | 9      | 8       | 9       | 7        | 33     |
| 1.  | SD 6 | Martin Prágr           | rumba          | „Underneath Your Clothes“ (Shakira)                      | 9      | 8       | 9       | 7        | 33     |
| 2.  | SD 5 | Matouš Ruml            | valčík         | „Once Upon a December“ (Anastasia)                       | 8      | 7       | 7       | 6        | 28     |
| 2.  | SD 5 | Natálie Otáhalová      | valčík         | „Once Upon a December“ (Anastasia)                       | 8      | 7       | 7       | 6        | 28     |
| 3.  | SD 3 | Jakub Vágner           | rumba          | „Shape of My Heart“ (Sting)                              | 7      | 7       | 7       | 7        | 28     |
| 3.  | SD 3 | Michaela Nováková      | rumba          | „Shape of My Heart“ (Sting)                              | 7      | 7       | 7       | 7        | 28     |
| 4.  | SD 2 | Veronika Khek Kubařová | valčík         | „Waltz of the Flowers“ (Petr Iljič Čajkovskij)           | 10     | 10      | 9       | 9        | 38     |
| 4.  | SD 2 | Dominik Vodička        | valčík         | „Waltz of the Flowers“ (Petr Iljič Čajkovskij)           | 10     | 10      | 9       | 9        | 38     |
| 5.  | SD 9 | Karel Kovář            | rumba          | „Shallow“ (Lady Gaga & Bradley Cooper)                   | 7      | 8       | 6       | 7        | 28     |
| 5.  | SD 9 | Veronika Lišková       | rumba          | „Shallow“ (Lady Gaga & Bradley Cooper)                   | 7      | 8       | 6       | 7        | 28     |
| 6.  | SD 6 | Gabriela Soukalová     | scénický tanec | „Something Just Like This“ (The Chainsmokers & Coldplay) | 7      | 7       | 7       | 7        | 28     |
| 6.  | SD 6 | Martin Prágr           | scénický tanec | „Something Just Like This“ (The Chainsmokers & Coldplay) | 7      | 7       | 7       | 7        | 28     |
| 7.  | SD 5 | Matouš Ruml            | scénický tanec | „Nara“ (E.S. Posthumus)                                  | 10     | 10      | 10      | 8        | 38     |
| 7.  | SD 5 | Natálie Otáhalová      | scénický tanec | „Nara“ (E.S. Posthumus)                                  | 10     | 10      | 10      | 8        | 38     |
| 8.  | SD 3 | Jakub Vágner           | scénický tanec | „Once upon a Time in the West“ (Ennio Morricone)         | 9      | 8       | 9       | 7        | 33     |
| 8.  | SD 3 | Michaela Nováková      | scénický tanec | „Once upon a Time in the West“ (Ennio Morricone)         | 9      | 8       | 9       | 7        | 33     |
| 9.  | SD 2 | Veronika Khek Kubařová | scénický tanec | „Discombobulate“ (Hans Zimmer/Sherlock Holmes)           | 10     | 10      | 10      | 9        | 39     |
| 9.  | SD 2 | Dominik Vodička        | scénický tanec | „Discombobulate“ (Hans Zimmer/Sherlock Holmes)           | 10     | 10      | 10      | 9        | 39     |
| 10. | SD 9 | Karel Kovář            | scénický tanec | „Survivor“ (2WEI/Tomb Raider)                            | 7      | 8       | 7       | 7        | 29     |
| 10. | SD 9 | Veronika Lišková       | scénický tanec | „Survivor“ (2WEI/Tomb Raider)                            | 7      | 8       | 7       | 7        | 29     |

### 9. díl – Semifinále (7. prosince 2019)
Podobu devátého večera výrazně ovlivnili porotci. Každý z nich měl příležitost reálně působit na taneční vystoupení jednoho z párů. Zdeněk Chlopčík spolupracoval s párem Matouš Ruml a Natálie Otáhalová, Jan Tománek s Veronikou Khek Kubařovou a Dominikem Vodičkou, Tatiana Drexler mentorovala pár Karel Kovář a Veronika Lišková a Richard Genzer radil páru Jakub Vágner a Michaela Nováková. Taneční večer zahájili členové poroty společnou choreografií na píseň „Magalenha“ od Sérgia Mendesa. Dva nejlepší páry postoupily přímo do finále a zbývající dvě dvojice zatančili ještě jeden tanec podle vlastního výběru a následně diváci rozhodli o dalším postupujícím páru. Před samotným rozhodnutím zatančili Jan Onder s Markem Zelinkou společnou choreografii na píseň „Movin' and a'Groovin''“ od Sama Cooka.
Karel Kovář a Veronika Lišková se rozloučili se soutěží tancem na píseň „When All Is Said and Done“ od skupiny ABBA.
| P   | Pár  | Pár                    | Tanec      | Hudba                                                      | Body   | Body    | Body    | Body     | Body   |
| P   | Pár  | Pár                    | Tanec      | Hudba                                                      | Genzer | Drexler | Tománek | Chlopčík | Celkem |
| --- | ---- | ---------------------- | ---------- | ---------------------------------------------------------- | ------ | ------- | ------- | -------- | ------ |
| 1.  | SD 5 | Matouš Ruml            | slowfox    | „Oops!... I Did It Again“ (Postmodern Jukebox)             | 9      | 9       | 10      | 9        | 37     |
| 1.  | SD 5 | Natálie Otáhalová      | slowfox    | „Oops!... I Did It Again“ (Postmodern Jukebox)             | 9      | 9       | 10      | 9        | 37     |
| 2.  | SD 2 | Veronika Khek Kubařová | paso doble | „March of the Matadors“ (Georges Bizet)                    | 8      | 8       | 8       | 8        | 32     |
| 2.  | SD 2 | Dominik Vodička        | paso doble | „March of the Matadors“ (Georges Bizet)                    | 8      | 8       | 8       | 8        | 32     |
| 3.  | SD 9 | Karel Kovář            | slowfox    | „Dancing With You“ (Jeff Meegan)                           | 8      | 9       | 8       | 8        | 33     |
| 3.  | SD 9 | Veronika Lišková       | slowfox    | „Dancing With You“ (Jeff Meegan)                           | 8      | 9       | 8       | 8        | 33     |
| 4.  | SD 3 | Jakub Vágner           | paso doble | „Rabbia e Tarantella“ (Ennio Morricone/Nehanební bastardi) | 8      | 7       | 7       | 7        | 29     |
| 4.  | SD 3 | Michaela Nováková      | paso doble | „Rabbia e Tarantella“ (Ennio Morricone/Nehanební bastardi) | 8      | 7       | 7       | 7        | 29     |
| 5.  | SD 5 | Matouš Ruml            | paso doble | „Mission Impossible (Main Theme) “ (The Chemical Brothers) | 10     | 10      | 10      | 10       | 40     |
| 5.  | SD 5 | Natálie Otáhalová      | paso doble | „Mission Impossible (Main Theme) “ (The Chemical Brothers) | 10     | 10      | 10      | 10       | 40     |
| 6.  | SD 2 | Veronika Khek Kubařová | slowfox    | „Like a Prayer“ (Madonna)                                  | 9      | 8       | 9       | 9        | 35     |
| 6.  | SD 2 | Dominik Vodička        | slowfox    | „Like a Prayer“ (Madonna)                                  | 9      | 8       | 9       | 9        | 35     |
| 7.  | SD 9 | Karel Kovář            | paso doble | „Manolita La Primera“ (Lola Flores)                        | 8      | 9       | 8       | 8        | 33     |
| 7.  | SD 9 | Veronika Lišková       | paso doble | „Manolita La Primera“ (Lola Flores)                        | 8      | 9       | 8       | 8        | 33     |
| 8.  | SD 3 | Jakub Vágner           | slowfox    | „Sorry“ (Garou/Madonna)                                    | 10     | 9       | 9       | 10       | 38     |
| 8.  | SD 3 | Michaela Nováková      | slowfox    | „Sorry“ (Garou/Madonna)                                    | 10     | 9       | 9       | 10       | 38     |
| 9.  | SD 9 | Karel Kovář            | waltz      | „God Help The Outcasts“ (Zvoník u Matky Boží)              | —      | —       | —       | —        | —      |
| 9.  | SD 9 | Veronika Lišková       | waltz      | „God Help The Outcasts“ (Zvoník u Matky Boží)              | —      | —       | —       | —        | —      |
| 10. | SD 2 | Veronika Khek Kubařová | valčík     | „Waltz of the Flowers“ (Petr Iljič Čajkovskij)             | —      | —       | —       | —        | —      |
| 10. | SD 2 | Dominik Vodička        | valčík     | „Waltz of the Flowers“ (Petr Iljič Čajkovskij)             | —      | —       | —       | —        | —      |

### 10. díl – Velké finále (14. prosince 2019)
Velké finále začalo kankánem v podání žen i mužů. Každý finálový pár zatančil čtyřikrát – standard, latinu, nejlepší tanec a freestyle. Na parket se vrátili také vyřazené páry, které zatančili část jednoho ze svých tanců. Před vyhlášením vítězného páru zatančili všechny páry X. řady společnou choreografii na píseň „Čas to zabalit“ v podání Xindla X a Marka Ebena.
Závěrečnou písní X. ročníku StarDance byla „Shake Your Body (Down to the Ground)“ od The Jacksons.
| P   | Pár  | Pár                    | Tanec          | Hudba                                            | Body   | Body    | Body    | Body     | Body   |
| P   | Pár  | Pár                    | Tanec          | Hudba                                            | Genzer | Drexler | Tománek | Chlopčík | Celkem |
| --- | ---- | ---------------------- | -------------- | ------------------------------------------------ | ------ | ------- | ------- | -------- | ------ |
| 1.  | SD 2 | Veronika Khek Kubařová | rumba          | „Nes mě loďko“ (Angelo Michajlov/Zlatovláska)    | 10     | 9       | 10      | 10       | 39     |
| 1.  | SD 2 | Dominik Vodička        | rumba          | „Nes mě loďko“ (Angelo Michajlov/Zlatovláska)    | 10     | 9       | 10      | 10       | 39     |
| 2.  | SD 3 | Jakub Vágner           | cha-cha        | „Uptown Funk“ (Bruno Mars)                       | 10     | 10      | 9       | 10       | 39     |
| 2.  | SD 3 | Michaela Nováková      | cha-cha        | „Uptown Funk“ (Bruno Mars)                       | 10     | 10      | 9       | 10       | 39     |
| 3.  | SD 5 | Matouš Ruml            | jive           | „Hafanana“ (Afric Simone)                        | 10     | 10      | 10      | 10       | 40     |
| 3.  | SD 5 | Natálie Otáhalová      | jive           | „Hafanana“ (Afric Simone)                        | 10     | 10      | 10      | 10       | 40     |
| 4.  | SD 2 | Veronika Khek Kubařová | tango          | „Suite for strings, 4th movement“ (Leoš Janáček) | 10     | 9       | 10      | 10       | 39     |
| 4.  | SD 2 | Dominik Vodička        | tango          | „Suite for strings, 4th movement“ (Leoš Janáček) | 10     | 9       | 10      | 10       | 39     |
| 5.  | SD 3 | Jakub Vágner           | slowfox        | „Sorry“ (Garou/Madonna)                          | 9      | 9       | 9       | 9        | 36     |
| 5.  | SD 3 | Michaela Nováková      | slowfox        | „Sorry“ (Garou/Madonna)                          | 9      | 9       | 9       | 9        | 36     |
| 6.  | SD 5 | Matouš Ruml            | tango          | „Last Tango In Paris“ (Gato Barbieri)            | 10     | 10      | 10      | 10       | 40     |
| 6.  | SD 5 | Natálie Otáhalová      | tango          | „Last Tango In Paris“ (Gato Barbieri)            | 10     | 10      | 10      | 10       | 40     |
| 7.  | SD 2 | Veronika Khek Kubařová | freestyle      | „Potměšilý host“ (Hana Hegerová)                 | 10     | 10      | 10      | 10       | 40     |
| 7.  | SD 2 | Dominik Vodička        | freestyle      | „Potměšilý host“ (Hana Hegerová)                 | 10     | 10      | 10      | 10       | 40     |
| 8.  | SD 3 | Jakub Vágner           | freestyle      | „All I Want for Christmas Is You“ (Mariah Carey) | 10     | 9       | 10      | 10       | 39     |
| 8.  | SD 3 | Michaela Nováková      | freestyle      | „All I Want for Christmas Is You“ (Mariah Carey) | 10     | 9       | 10      | 10       | 39     |
| 9.  | SD 5 | Matouš Ruml            | freestyle      | „Paris“ (Camille)                                | 10     | 10      | 10      | 9        | 39     |
| 9.  | SD 5 | Natálie Otáhalová      | freestyle      | „Paris“ (Camille)                                | 10     | 10      | 10      | 9        | 39     |
| 10. | SD 2 | Veronika Khek Kubařová | scénický tanec | „Discombobulate“ (Hans Zimmer/Sherlock Holmes)   | —      | —       | —       | —        | —      |
| 10. | SD 2 | Dominik Vodička        | scénický tanec | „Discombobulate“ (Hans Zimmer/Sherlock Holmes)   | —      | —       | —       | —        | —      |
| 11. | SD 3 | Jakub Vágner           | valčík         | „Když milenky pláčou“ (Karel Gott)               | —      | —       | —       | —        | —      |
| 11. | SD 3 | Michaela Nováková      | valčík         | „Když milenky pláčou“ (Karel Gott)               | —      | —       | —       | —        | —      |
| 12. | SD 5 | Matouš Ruml            | scénický tanec | „Nara“ (E.S. Posthumus)                          | —      | —       | —       | —        | —      |
| 12. | SD 5 | Natálie Otáhalová      | scénický tanec | „Nara“ (E.S. Posthumus)                          | —      | —       | —       | —        | —      |

## Sledovanost
StarDance je s průměrnou sledovaností 1,3 milionu lidí nejsledovanější sobotní pořad celého roku 2019.
| P      | Datum premiéry     | Sledovanost | Sledovanost    | Sledovanost    | Sledovanost    | Sledovanost |
| P      | Datum premiéry     | 15+         | Podíl dle věku | Podíl dle věku | Podíl dle věku | Zdroj       |
| P      | Datum premiéry     | 15+         | 15+            | 15–54          | 15–69          | Zdroj       |
| ------ | ------------------ | ----------- | -------------- | -------------- | -------------- | ----------- |
| 1.     | 12. října 2019     | 1 303 000   | 35,7 %         | 31,3 %         | 31,1 %         | [ 21 ]      |
| 2.     | 19. října 2019     | 1 280 500   | 34,7 %         | 30,6 %         | 30,4 %         | [ 22 ]      |
| 3.     | 26. října 2019     | 1 220 000   | 34,1 %         | 27,9 %         | 29,7 %         | [ 23 ]      |
| 4.     | 2. listopadu 2019  | 1 311 000   | 34,2 %         | 29,1 %         | 29,6 %         | [ 24 ]      |
| 5.     | 9. listopadu 2019  | 1 222 500   | 31,6 %         | 26 %           | 26,8 %         | [ 25 ]      |
| 6.     | 16. listopadu 2019 | 1 331 000   | 35,4 %         | 29,9 %         | 31,4 %         | [ 26 ]      |
| 7.     | 23. listopadu 2019 | 890 000     | 23,6 %         | 21,9 %         | 20,1 %         | [ 27 ]      |
| 8.     | 30. listopadu 2019 | 1 392 000   | 37,5 %         | 32,2 %         | 32,3 %         | [ 28 ]      |
| 9.     | 7. prosince 2019   | 1 368 000   | 35,8 %         | 29,7 %         | 30,9 %         | [ 29 ]      |
| 10.    | 14. prosince 2019  | 1 563 500   | 44,8 %         | 37,7 %         | 38,5 %         | [ 30 ]      |
| Průměr | Průměr             | 1 288 150   | 34,7 %         | 29,6 %         | 30,1 %         | —           |